# ویلیام استانهوپ، دومین ارل هرینگتون
ویلیام استانهوپ، دومین ارل هرینگتون (انگلیسی: William Stanhope, 2nd Earl of Harrington; ۱۸ دسامبر ۱۷۱۹ – ۱ آوریل ۱۷۷۹) نظامی و سیاستمدار اهل پادشاهی بریتانیای کبیر بود.